# Педро Проенса
Педро Проенса Оливеира Алвеш Гарсија (енгл. Pedro Proença Oliveira Alves Garcia; Лисабон, 3. новембар 1970) је португалски фудбалски судија.
Један је од 12 фудбалских судија који су судили на Европском првенству у фудбалу 2012.. Он је судио на финалу првенства. Он је изабран да суди на Светском првенству у фудбалу 2014.. Судио је на утакмици између Хрватске и Камеруна.